# Cycnidolon pulchellum
Cycnidolon pulchellum là một loài bọ cánh cứng trong họ Cerambycidae.